# Хајнихен
Хајнихен (њем. Hainichen) град је у њемачкој савезној држави Саксонија. Једно је од 61 општинског средишта округа Средња Саксонија. Према процјени из 2010. у граду је живјело 9.112 становника. Посједује регионалну шифру (AGS) 14522230.

## Географски и демографски подаци
Хајнихен се налази у савезној држави Саксонија у округу Средња Саксонија. Град се налази на надморској висини од 304 метра. Површина општине износи 51,6 km². У самом граду је, према процјени из 2010. године, живјело 9.112 становника. Просјечна густина становништва износи 177 становника/km².